# Ким Џонг Ил
Ким Џонг Ил (кореј. 김정일; 16. фебруар 1941/1942 — 17. децембар 2011) био је вођа Северне Кореје од 1994. до своје смрти 2011. године. Његове званичне функције биле су Председник Националног комитета одбране Демократске Народне Републике Кореје, Врховни командант Корејске народне армије, Генерални секретар Радничке партије Кореје и Председник Централне војне комисије Радничке партије Кореје. На власти је наследио свог оца Ким Ил Сунга, оснивача Северне Кореје који је преминуо 1994. Ким Џонг Ил је постхумно проглашен Вечним Председником Националног комитета одбране ДНРК и Вечним Генералним секретаром Радничке партије Кореје, а постхумно му је додељен и чин генералисимуса, највиши у севернокорејској војсци, који је имао још једино Ким Ил Сунг.
Попут оца, и Ким Џонг Ил је центар јаког култа личности унутар Северне Кореје. Константно је хваљен и почаствован као херој, говорник и велики човек без премца. Већина информација о њему је недоследна и противречна, углавном због ћутљивости власти у Северној Кореји која одбија да да било какве податке о животу Ким Џонг Ила. На власти га је наследио најмлађи син Ким Џонг Ун.

## Младост и образовање
Једина званична биографија Ким Џонг Ила тврди да је рођен на планини Пекту у северном делу Кореје 16. фебруара 1942. Међутим, у совјетској евиденцији стоји да је рођен у сибирском селу Вјатское, недалеко од Хабаровска и то 16. фебруара 1941. То је место где је његов отац био командант батаљона 88. совјетске Бригаде, коју су чиниле избеглице из Кине и Кореје. Претпоставља се да је година рођења промењена у званичним списима Северне Кореје како би изгледало да је Ким Џонг Ил рођен у тренутку када је његов отац имао 30 година. У овом селу тврде да је ту рођен и брат Ким Џонг Ила, који се међутим удавио у бунару као мали. Још увек постоји гробница. Његов отац Ким Ил Сунг се у међувремену поново оженио и добио сина, Ким Пјонг Ила. Није јасно да ли је Пјонг Ил икада био озбиљан претендент да замени Ким Ил Сунга. Од 1988, Пјонг Ил је радио у Европи у неким од малобројних амбасада Северне Кореје, а касније обавља функцију амбасадора у Пољској. Нагађа се да је он послат овако далеко како би се избегла могућа борба два сина за превласт.
Његова мајка и прва жена Ким Ил Сунга је Ким Џонг Сук. Током његове младости у Совјетском Савезу, живео је под именом Јуриј Ирсенович Ким (Юрий Ирсенович Ким), где је Ирсенович изведено из русификованог имена његовог оца - Ир-сен.
Ким је још увек био мало дете када се завршио Други светски рат. Његов отац се вратио у Пјонгјанг у септембру 1945, а сам Ким Џонг Ил дошао је два месеца касније на совјетском броду који је упловио у луку Сонбонг. Породица се у уселила на имање, бившег богатог службеника из Јапана у Пјонгјангу, које је имало базен и башту. Кимов брат - Шура Ким се удавио у том базену 1948. године, међутим у горепоменутом руском селу тврде да се Шура удавио у бунару и да је тамо сахрањен. Његова мајка је умрла 1949. током трудноће, годину дана након што је Ким Џонг Ил пошао у школу. Ким је вероватно већи део свог школовања провео у Кини, где је послат из безбедносних разлога током Корејског рата. Према званичној биографији, матурирао је у Намсан школи у Пјонгјангу, која је била специјализована за децу лидера комунистичке партије. Верује се да је касније студирао на Ким Ил Сунг универзитету и да је дипломирао 1964. на Политичкој Економији. У то време његов отац се већ учврстио на власти као Драги Вођа. Ким је такође учио енглески на Малти где је током 1970-их био чест гост Премијера Дома Минтофа.

## Почетак политичког ангажмана
Након што је дипломирао, 1964, Ким Џонг Ил је започео своју већу активност у владајућој Радничкој партији Кореје. Врло брзо је напредовао кроз чинове. Прво је радио у Организационом Министарству да би убрзо постао члан Политбироа. Постављен је на место заменика Министарства за Пропаганду и Агитацију 1969. године. Ким је 1973. постао партијски секретар за организацију и пропаганду, а 1974, званично је проглашен за будућег наследника свог оца. Током наредних 15 година обављао је разне високе дужности укључујући место Министра за културу и вођа партијских операција уперених против Јужне Кореје. Од седмог партијског пленума петог комитета у септембру 1973, Ким је постепено почео да учвршћује своју позицију под кампањом о револуцији. Често је описиван као „центар партије“, због растућег утицаја на свакодневно функционисање партије.
До шестог конгреса партије у октобру 1980, жеља Ким Џонг Ила да преузме партију била је испуњена. Добио је највише позиције у Политбироу, Војној Комисији и Секретаријату. Када је постао члан Седмог Врховног Савета тј. скупштине у фебруару 1982, међународној заједници је постало јасно да ће Ким Џонг Ил наследити свог оца на месту Врховног Вође Северне Кореје. Тада Ким Џонг Ил узима титулу „Драги Вођа“, а влада почиње да гради култ личности око њега на основу онога како је изграђен култ око његовог оца који је носио титулу „Велики Вођа“. Већ 1991. Ким Џонг Ил преузима и војску. Како је основа власти у Северној Кореји управо војска, ово је био веома значајан потез. Иако није одслужио војску, тадашњи министар одбране Јин Ву му је помогао да буде прихваћен од стране Војске као њен нови командир. Једини други могући кандидат за место државног лидера је био премијер Ким Ил, међутим он је смењен 1976. Током 1992. године Ким Ил Сунг је објавио да његов син управља унутрашњим државним пословима Северне Кореје.
Јужна Кореја је оптужила Кима да је наредио бомбашки напад у Рангуну у Бурми (данас Јангон, Мјанмар) 1983. године. У овом нападу је погинуло 17 високих званичника Јужне Кореје (мада је циљ напада био Чон Духван, јужнокорејски председник) као и за напад на авион јужнокорејске компаније у ком је погинуло свих 115 путника и чланова посаде. Није пронађен ниједан директан доказ који би повезао Ким Џонг Ила са овим нападима. Агент Северне Кореје, Ким Хјон Хи, признала је да је поставила бомбу у авиону и да је наређење добила од Ким Џонг Ила лично. За ову операцију Ким Хјон Хи се припремала путујући кроз Европу а пре неколико година у српској штампи појавиле су се и њене фотографије из Београда испред хотела Метропол.

## Владавина
Ким Ил Сунг преминуо је 1994, и Ким Џонг Ил је преузео контролу над свим функцијама и државним апаратом. Иако је функција председника остала упражњена, чини се да је укинута у знак поштовања према Ким Ил Сунгу. Ким Џонг Ил је 1997. званично заузео позиције Председника Националног Комитета Одбране као и Генералног Секретара Радничке Партије Кореје. Ова позиција је означена као највиши могући положај у Северној Кореји, тако да се Ким од тада сматра шефом државе. Председник председништва Врховне Народне Скупштине и Премијер су протоколарне функције. Наслеђивање власти од стране Ким Џонг Ила је до сада једини такав случај у једној комунистичкој држави. С обзиром да Ким Џонг Ил није председник државе није ни у обавези да одржава изборе па то самим тим никада није ни учинио.
Према Хванг Џанг Јопу, некадашњем високом званичнику Северне Кореје који је пребегао на јужну страну, државна управа је постала још централизованија након доласка Ким Џонг Ила на власт него што је била у време његовог оца. Иако је Ким Ил Сунг захтевао да му сви министри буду лојални, ипак је уважавао њихове предлоге и савете при доношењу одлука. Ким Џонг Ил с друге стране захтева апсолутну послушност и сагласност и сваки поглед другачији од његовог се сматра за нелојалност. Према Хвангу, Ким Џонг Ил лично одређује и најситније детаље у државним пословима, као нпр. величина кућа партијских секретара и допремање поклона његовим подређеним. Током 1980- их, Северна Кореја је доживела економску стагнацију. Ким Ил Сунгова „Џуче“ идеја (самоуправљање) је допринела томе да земља буде изолована из међународних трговинских токова па чак и од Совјетског Савеза и Кине.

### Унутрашња политика
Привреда под снажном контролом државе је наставила да стагнира током 90-их, као резултат ниске производње и губитка загарантованог тржишта у виду Совјетског Савеза и некадашњег затворенијег тржишта Кине. Већи део буџета се троши на наоружање, највероватније највећа несразмерна потрошња на војску у свету. Уједињене нације упозоравају да у већем делу државе влада глад. Очајни и безнадежни Корејци спас траже бежећи у Кину. У домаћим медијима, Ким Џонг Ил је повремено исказивао симпатије према економској реформи које је у Кини извео Денг Сјаопинг и приликом посета тој држави исказао је дивљење према њеном привредном напретку. Ким Џонг Ил је 2002. године изјавио, да би новац требало да буде мерило вредности сваке робе. Северна Кореја је започела ограничене експерименте везане за тржиште.
У априлу 2004, догодила се велика експлозија на Рјонгчон станици, девет часова након проласка воза у ком је био Ким Џонг Ил при повратку из посете Кини. Црвени Крст је објавио да је било 54 погинуле особе и 1249 повређених. Иако су постојала нагађања о покушају атентата убрзо је чак и Јужна Кореја објавила да се највероватније ради о несрећи.

### Међународни односи
Ким Џонг Илова влада направила је скромне кораке ка нормализацији односа са Јужном Корејом, а избором Ким Деџун 1997. за председника Јужне Кореје створили су се позитивни услови за преговоре. Два лидера су се састала у јуну 2000. на самиту, првом такве врсте. Ипак, две стране нису успеле да постигну договор ни о једној важнијој теми о стварном унапређењу односа.
Однос Северне Кореје и САД је далеко компликованији. Током администрације Била Клинтона потписан је уговор о низу проблема а највише се односи на нуклеарна постројења Северне Кореје. Према овом уговору Северна Кореја је била дужна да се одрекне старог начина производње нуклеарне енергије који је допуштао простор за развијање нуклеарног наоружања и да прихвати нови систем који би користио лаку воду и који би био финансиран од стране Јужне Кореје а материјал допреман од стране САД. Овај пројекат је угрожен константном опструкцијом испоруке преко Конгреса. Након избора Џорџа Буша за новог председника Америке, заузет је нови, агресивнији став према Северној Кореји. Прекинути су дипломатски односи које је иницирао Клинтон а Северна Кореја оптужена да крши уговор и да развија уранијум у тајности. Северна Кореја је демантовала ове наводе а Ким је заузео још тврђи став према САД. Џорџ Буш је Северну Кореју прогласио „осовином зла“ поред Ирана и Ирака. У децембру 2002. САД су у потпуности обуставиле испоруку нафте која је била уговорена у време Клинтона. Северна Кореја се повукла из споразума о неразвијању нуклеарног оружја. Последњих неколико година Кина покушава да посредује у разговорима између две стране и за то време Ким Џонг Ил је у више наврата посетио Пекинг и друге кинеске градове и провинције.
Северна Кореја је 4. јула 2006. лансирала четири до пет тест-ракета кратког домета које су завршиле у Јапанском мору. Шеста ракета, Теподонг2, била је далекодометна али је њено лансирање било неуспешно. Седма ракета лансирана је следећег дана. Медији из Јужне Кореје су објавили да Северна Кореја има још три до четири ракете спремне за лансирање. Верује се да су оне кратког до средњег домета. Многи представници међународне заједнице су позвали на агресивнији приступ у преговорима са Северном Корејом, како би она одустала од свог нуклеарног програма. Северна Кореја је објавила да је извршила прва тестирања свог нуклеарног арсенала, 9октобра 2006. на непознатој подземној локацији. Након неколико дана САД и Кина су објавиле да су у ваздуху пронађене мале количине радиоактивног материјала, као да и сеизмички подаци показују да је дошло до подземне експлозије. Тиме су потврђене тврдње о пробама са севера и верује се да је у питању био тест мањих размера. Говори се да у задњим годинама своје владавине желео још већу производњу атомског наоружања.
Након избора Владимира Путина за председника Русије, дошло је до одређених контаката између ови земаља. Чини се да је Ким Џонг Ил покушао да успостави старе односе које је имао са Совјетским Савезом. Међутим, ови контакти су се одржали само у почетку Путинове владавине, јер је Северна Кореја све дубље ишла у изолацију.

## Приватни живот
Ким Џонг Ил је ожењен са Ким Јанг Сук, мада су раздвојени већ неколико година. Са њом има ћерку, Ким Сул Сонг која је рођена 1974. године. Ким Џонг Нам је најстарији син из брака са Сонг Хје Рим рођен 1971. Његова садашња партнерка (није објављено да ли је и супруга) зове се Ко Јанг Хи, са којом има још једног сина - Ким Џонг Чун рођеног 1981, а 1983. добија и Ким Џонг Уна. Имао је и љубавницу са којом је имао троје деце. Њено име је Кјунг Хуа Чанг Ок и она је пребегла у Јужну Кореју 2002. године. Западни медији су јавили да је она преминула од рака 2004. у 51. години живота.
Прича се да је Ким Џонг Ил велики љубитељ филмова и да поседује преко 20.000 видео-касета. Ким је то негирао међутим 1978. по његовом наређењу отет је јужнокорејски режисер Шин Санг Ок и његова жена глумица Чое Еун Хуи како би изградили филмску индустрију Северне Кореје. Међутим Ким је сам ретко гледао филмове. Највише га је занимала НБА кошаркашка лига па је зато од Медлин Олбрајт добио на поклон лопту са потписом Мајкла Џордана.
Попут његовог оца, имао јак страх од летења па је због тога путовао својим возом када је ишао у Русију или Кину.

## Смрт
Здравствени проблеми Ким Џонг Ила били су евидентни и неколико година пре његове смрти. Одређени медији су 2009. године објавили информацију да има рак панкреаса, што је било мало вероватно. Такође су постојали извештаји о можданом удару, тако да се припремао терен за избор новог вође.
Ким Џонг Ил је преминуо 17. децембра 2011. године, од срчаног удара. Локални медији су изјавили да је умро од инфаркта проистеклог од напорног рада. Међутим, тих дана је било доста проблема у изградњи најновије севернокорејске хидроелектране. Према јужнокорејским листовима, постоје назнаке да је Ил побеснео када је сазнао да на централи цури вода и да је сазнавши то хитно кренуо у инспекцију, која није ни спроведена због његове смрти. Након смрти је проглашен за вечног председника Радничке партије. Његово тело је било изложено у меморијалној палати Кумусан. Око његовог ковчега је било поређано хибридно цвеће које је названо кимџонгилијама, у славу свог председника. Његовим именом се назива орден који се додељује заслужнима за службу и изградњу напредне социјалистичке земље.
И пре његове смрти дуго се спекулисало о наследнику Ким Џонг Ила. Јужнокорејски медији су наводили да би то могао да буде његов син Ким Џонг Ун. Најстарији син Ким Џонг Нам је изгубио подршку оца након инцидента на Токијском аеродрому због поседовања лажних докумената. С обзиром да се годинама пре тога млади Ким Џонг Ун често појављивао на већини седница партије, војним парадама као и свечаностима његово именовање је било извесно. Тако се и догодило да одмах након смрти свога оца, Ким Џонг Ун одмах преузме све конце владавине у своје руке и тако настави династију владавине над Северном Корејом.